# Psychotria vulpina
Psychotria vulpina är en måreväxtart som beskrevs av Henry Nicholas Ridley. Psychotria vulpina ingår i släktet Psychotria och familjen måreväxter. Inga underarter finns listade i Catalogue of Life.